# Dhimitër Frangu
Dhimitër Frangu (wł. Demetrio Franco; ur. 1443 w Drishcie, zm. 1525 w Trevi) – albański historyk i duchowny katolicki, biograf Skanderbega.

## Życiorys
W wieku 16 lat rozpoczął służbę u boku Skanderbega, którego został osobistym sekretarzem oraz skrybą; towarzyszył mu w wyprawie do Włoch, która miała miejsce w latach 1466–1467.
Przed upadkiem Krui w 1478 roku uciekł do Włoch, tam przyjął święcenia kapłańskie i do 1513 roku był wikariuszem Kościoła św. Jana Chrzciciela w Brianie, gdzie następnie pełnił funkcję proboszcza. Spisał w tym czasie biografię Skanderbega w języku łacińskim. Praca składała się ze 180 stron podzielonych na 41 rozdziałów i została przetłumaczona na język włoski przez Pjetëra Engjëllego i opublikowana w 1539 roku w Wenecji pod tytułem Comentario de le cose de' Turchi, et del S. Georgio Scanderbeg, principe d' Epyro; biografia doczekała się także licznych przedruków na języki włoski, francuski oraz angielski w XVI i XVII wieku. Przetłumaczona praca nie zawierała nazwiska autora, co wzbudziło wątpliwości badaczy co do autorstwa Dhimitëra Frangu. W 1584 roku ksiądz Giovanni Maria Bonardo przetłumaczył pracę Frangu, która została wydana pod tytułem Gli illustri e gloriosi gesti e vittoriose imprese fatte contro i Turchi dal Signor Don Georgio Castriotto detto Scanderbeg, principe d' Epiro; w odróżnieniu od przekładu z 1539 roku, nowe tłumaczenie uwzględniło już nazwisko autora.
W latach 1967 i 1968 ukazały się w biuletynie Instytutu Pedagogicznego w Szkodrze przetłumaczone na język albański fragmenty biografii. W 1992 roku badacz Zef Mark Harapi przetłumaczył tę pracę w całości, jednak nie została ona nigdy opublikowana.

## Życie prywatne
Jego kuzynem był Pal Engjëlli – arcybiskup Durrës i bliski współpracownik Skanderbega.